# Niklas Åkerfelt
Niklas Sebastian Åkerfelt, född 1 november 1971 i Helsingfors, är en finlandssvensk skådespelare.

## Biografi
Åkerfelt gick Teaterhögskolan i Helsingfors 1991–1995, frilansade fram till 2001 och har efter det varit anställd vid Svenska Teatern i Helsingfors. Han har arbetat på de flesta finlandssvenska scener, gästspelat bl.a. på Dramaten och medverkat i ett flertal finska och svenska tv-, radio- och filmproduktioner.

## Filmografi (urval)
- 2011 – Arne Dahl: Misterioso
- 2012 – Arne Dahl: Ont blod
- 2012 – Arne Dahl: Upp till toppen av berget
- 2012 – Arne Dahl: De största vatten
- 2012 – Arne Dahl: Europa Blues
- 2012 – Livstid
- 2015 – Arne Dahl: En midsommarnattsdröm
- 2017 – Trollvinter i Mumindalen
- 2017 – Armoton maa
- 2023 – Estonia
- 2024 – Stormskärs Maja

## Teater

### Roller
| År   | Roll | Produktion           | Regi                  | Teater                                                                                                  |
| ---- | ---- | -------------------- | --------------------- | --- |
| 2022 | 10   | Solitaire Lars Norén | Sofia Adrian Jupither | Dramaten/ Uppsala stadsteater/ Folkteatern, Göteborg/ Riksteatern/ Svenska Teatern/ Den Nationale Scene |